# Шиллер, Николай Николаевич
Никола́й Никола́евич Ши́ллер (1 [13] марта 1848, Москва — 10 [23] ноября 1910, Петербург) — русский физик и педагог, тайный советник (1909).

## Биография
В 1864 году с золотой медалью окончил 1-ю московскую гимназию; в 1868 году — физико-математический факультет Московского университета. Был назначен сверхштатным лаборантом при физической лаборатории, а в конце 1871 года командирован с учёной целью за границу. В Берлине занимался под руководством профессора Гельмгольца; предложил метод измерения диэлектрической непроницаемости в переменных полях. В 1875 году за диссертацию «Опытное исследование электрических колебаний» («Математический сборник») был удостоен степени магистра физики и назначен приват-доцентом по теоретической физике в Киевский университет Св. Владимира; в 1876 году после защиты диссертации «Электромагнитные свойства концов разомкнутых токов и диэлектриков» («Университетские известия» и «Журнал СПб. Физико-химического общества») был удостоен Московским университетом степени доктора физики и назначен экстраординарным профессором по кафедре теоретической физики Киевского университета. С 1901 года — заслуженный профессор университета. С 1 января 1895 года — действительный статский советник, с 1909 года — тайный советник.
Консультировал проектирование и строительство первых осветительных линий и электростанции в Киеве. Уже в 1900 году сформулировал как следствие второго начала термодинамики принцип невозможности непрерывного понижения или повышения температуры путём замкнутых адиабатических процессов (аналогичную формулировку, известную ныне как постулат Каратеодори, дал германский ученый Константин Каратеодори только в 1909 году.
В 1903 году Н. Н. Шиллер был назначен директором Харьковского технологического института.
С 1905 года — член Совета министра народного просвещения.
Награждён орденами Св. Станислава 1-й (1903) и 2-й (1885) степеней, Св. Владимира 3-й степени (1898), Св. Анны 2-й степени (1889).